# Parque Leandro N. Alem
Parque Leandro N. Alem är en park i Argentina. Den ligger i den centrala delen av landet, 290 km nordväst om huvudstaden Buenos Aires. Parque Leandro N. Alem ligger 21 meter över havet.
Terrängen runt Parque Leandro N. Alem är platt. Runt Parque Leandro N. Alem är det tätbefolkat, med 476 invånare per kvadratkilometer.. Närmaste större samhälle är Rosario, 5,4 km sydost om Parque Leandro N. Alem. 
Runt Parque Leandro N. Alem är det i huvudsak tätbebyggt.